# Крістіан Букенуф
Крістіан Букенуф (англ. Christian Bouckenooghe, нар. 7 лютого 1977, Острови Кука) — новозеландський футболіст бельгійського походження, що грав на позиції захисника.
Виступав, зокрема, за «Руселаре», а також національну збірну Нової Зеландії.

## Клубна кар'єра
Народився на островах Кука в родині бельгійця і представниці місцевого народу маорі, згодом переїхав до Нової Зеландії, де грав у юнацький футбол за команду коледжу Тауранга. У 1995 році він відправився до Англії і один сезон провів у молодіжній команді «Ротергем Юнайтед».
1996 року Букенуф перебрався на батьківщину свого батька у Бельгію і спочатку недовго перебував у структурі клубу «Варегем», а потім перебрався у «Руселаре». Відіграв за команду з Руселаре наступні чотири сезони своєї ігрової кар'єри. Більшість часу, проведеного у складі «Руселаре», був основним гравцем захисту команди. У своєму першому сезоні він виграв з командою третій дивізіон і вийшов до другого, де провів наступні роки.
Протягом 2001—2003 років захищав кольори інших нижчолігових бельгійських клубів «Хандзам», «Остенде» та «Ронсе», а 2003 року повернувся до «Руселаре». Цього разу провів у складі його команди три сезони і 2005 року вийшов з командою до вищого дивізіону країни. У сезонів 2005/06 він зіграв свої єдині 6 матчів у вищому дивізіоні за усю кар'єру, після чого покинув клуб.
Протягом 2006—2008 років захищав кольори клубу «Ред Стар Васланд», після чого завершив професіональну ігрову кар'єру і надалі виступав у Бельгії на аматорському рівні.

## Виступи за збірну
4 лютого 1998 року дебютував в офіційних матчах у складі національної збірної Нової Зеландії в товариській грі проти Чилі (0:0). А вже наступного року Кріс потрапив у заявку збірної на розіграшу Кубка конфедерацій 1999 року у Мексиці, яка зіграла на турнірі вперше у своїй історії. На турнірі в Мексиці Букенуф зіграв у всіх трьох матчах, але його команда програла всі три гри і не вийшла з групи.
Після цього Букенуф взяв участь у Кубку націй ОФК 2000 року у Французькій Полінезії, де зіграв у всіх чотирьох матчах, в тому числі і у фіналі, в якому його команда поступилась австралійцям і здобула лише «срібло».
За два роки на домашньому Кубку націй ОФК 2002 року Букенуф здобув титул переможця турніру, зігравши три матчі. Це дозволило збірній і Крістіану поїхати на розіграш Кубка конфедерацій 2003 року. На турнірі у Франції півзахисник взяв участь у двох матчах своєї команди. 18 червня 2003 року Букенуф взяв участь у матчі з Японією (0:3), а 22 червня — з Францією (0:5), а його збірна і цього разу не вийшла з групи.
В подальшому до 2009 року виступав виключно в товариських матчах і на міжнародні турніри не викликався. Всього протягом кар'єри у національній команді, яка тривала 12 років, провів у її формі 35 матчів, забивши 1 гол.

## Титули і досягнення
- Володар Кубка націй ОФК: 2002
- Срібний призер Кубка націй ОФК: 2000